# Sidney Johnson
Sidney B. „Sid“ Johnson war ein US-amerikanischer Tauzieher.

## Erfolge
Sidney Johnson nahm an den Olympischen Spielen 1904 in St. Louis für den Milwaukee Athletic Club teil, auch wenn er wie alle anderen Mannschaftsmitglieder aus Chicago stammte. Im Viertelfinale, dem ersten Duell für den Milwaukee A.C., besiegte die Mannschaft das südafrikanische Boer Team und traf anschließend auf die erste Mannschaft des Southwest Turnverein of St. Louis. Dank eines weiteren Siegs zog Milwaukee ins Finale ein und bezwang dort mit 2:0 auch die Mannschaft des New York Athletic Club. Damit erhielten Johnson sowie Patrick Flanagan, Conrad Magnusson, Oscar Olson und Henry Seiling als Olympiasieger die Goldmedaille.